# Propiac
Propiac é uma comuna francesa na região administrativa de Auvérnia-Ródano-Alpes, no departamento de Drôme. Estende-se por uma área de 11,15 km². Em 2010 a comuna tinha 135 habitantes (densidade: 12,1 hab./km²).